# Angoumois

Wapen van het Graafschap Angoumois.

Ligging van de voormalige provincie Angoumois in Frankrijk.

De Angoumois was tot aan de Franse Revolutie een van de provincies van Frankrijk, ongeveer overeenkomend met het huidige departement van de Charente. Angoumois grensde aan de provinciën Saintonge in het westen, Poitou en in het noorden, Limousin in het oosten en Guyenne-et-Gascogne in het zuiden.
Het was een oud graafschap, later hertogdom rond de Romeinse stad Icolisma, nu Angoulême. Het was een deel van het Karolingische Rijk, evenals van het koninkrijk Aquitanië. Onder de opvolgers van Karel de Grote was de graaf van Angoulême onafhankelijk, en niet onder de Franse kroon gebracht tot 1307. Onder het Verdrag van Brétigny (1360) werd de Angoumois overgedragen als Engels gebied aan Eduard III. Vanaf 1371 viel Angoulême onder de hertogen van Berry. Toen Frans I, voormalig graaf van Angoulême, in 1515 Frans koning werd, werd de Angoumois verheven tot hertogdom en ondergebracht in de kroongebieden.